# Catch the Wind
Catch the Wind är en folkmusikinspirerad poplåt skriven och lanserad av den skotske sångaren Donovan 1965. Singeln utgavs i mars 1965 och var hans debutsingel. Den blev en hit i både USA och Storbritannien. Låten medtogs även på debutalbumet What's Bin Did and What's Bin Hid, men i denna version med ett munspelssolo tillagt istället för stråkar.

## Listplaceringar
| Lista (1965)   | Position |
| -------------- | -------- |
| Finland        | 17       |
| Frankrike      | 35       |
| Irland         | 9        |
| Storbritannien | 4        |
| USA            | 23       |